# خواهر ناتنی زشت
خواهر ناتنی زشت (انگلیسی: The Ugly Stepsister) فیلمی ترسناک، کمدی و درام نروژی-لهستانی-دانمارکی-سوئدی به کارگردانی امیلیه بلیخفلدت است که در سال ۲۰۲۵ منتشر شد. این فیلم با الهام از نسخهٔ برادران گریم از داستان سیندرلا ساخته شده است که جنبه‌های تاریک‌تر و وحشت‌جسمی ماجرا را به تصویر می‌کشد.

## داستان
الویرا و آلما دو خواهرند که مادر بیوه‌شان، ربکا، با مرد بیوهٔ مسن‌تری به نام اتو ازدواج کرده تا به ثروت و موقعیت برسد. در این فرآیند، ربکا ناپدریِ دختر او، اگنس، می‌شود.اگنس با خواهر های ناتنی اش باتحقیر رفتار می کنند زیبا بودن فرد دلیل بر مهربان بودنش نیست. پس از آن‌که اتو در شب عروسی‌اش می‌میرد، خانواده درمی‌یابد که او بی‌پول بوده و برای دستیابی به ثروت ربکا با او ازدواج کرده و این‌که اگنس به ربکا و دخترانش به دلیل طبقهٔ پایین‌شان بی‌اعتنا بوده است.
با نگرانی از وضعیت مالی خانه، ربکا تصمیم می‌گیرد الویرا را به ازدواج شاهزاده درآورد، چون آلما هنوز به بلوغ نرسیده است. در حالی‌که الویرا در رؤیای ازدواج با شاهزادهٔ سطحی‌نگر، جولیان، است، ربکا آگاه است که دخترش زشت‌رویی معمولی تلقی می‌شود و شانس چندانی برای جلب نظر شاهزاده ندارد، به‌ویژه اگر اگنس نیز برای توجه او رقابت کند.
برای آن‌که الویرا جذاب‌تر شود، ربکا او را در معرض مجموعه‌ای از جراحی‌های زیبایی ابتدایی و دردناک قرار می‌دهد، و او برای لاغر شدن یک کرم نواری می‌بلعد. همچنین، الویرا مجبور به گذراندن آموزش‌های مدرسهٔ آداب معاشرت می‌شود، که باعث می‌شود تحسین اولیه‌اش نسبت به اگنس به رنجش تبدیل شود، چون احساس می‌کند اگنس برای زیبایی یا استعدادش تلاشی نکرده است. یک شب، الویرا اگنس را در حال رابطهٔ جنسی با ایساک، کارگر اصطبل، می‌بیند و آن را به ربکا گزارش می‌دهد. ربکا با انزجار، اگنس را به خدمتکار تبدیل می‌کند و خانواده شروع به صدا زدن او با نام سیندرلا می‌کند. با نزدیک شدن مهمانی سلطنتی، الویرا دچار سوءتغذیه می‌شود، چراکه کرم نواری‌اش رشد می‌کند و موهایش هنگام شانه زدن توسط اگنس شروع به ریختن می‌کند.
در حین پرو لباس با مادرش، فروشندهٔ لباس به الویرا یک کلاه‌گیس و پیراهن می‌دهد. او زیبایی اگنس را می‌بیند و به او نزدیک‌سازی نامناسب می‌کند. اگنس با انزجار به صورت و کف اتاق تف می‌اندازد، که ربکا به او دستور می‌دهد آن را تمیز کند. وقتی برمی‌گردند، الویرا اگنس را در حال پوشیدن لباس مهمانی می‌بیند و با عصبانیت آن را پاره می‌کند. در همین حال، آلما هنگام شروع نخستین عادت ماهانه‌اش در شب، دچار وحشت می‌شود. هنگامی‌که اگنس در حال گریه بر جسد در حال فساد پدرش است، مادر تنی‌اش که سفیدپوش است ظاهر می‌شود، به او کفش می‌دهد و هشدار می‌دهد که کالسکه تا نیمه‌شب دوباره به کدو تبدیل خواهد شد. کرم ابریشم‌ها لباس اگنس را تعمیر می‌کنند.
در مهمانی، الویرا توجه شاهزاده جولیان را جلب می‌کند، اما نگاه او به‌سرعت توسط اگنس نقاب‌دار ربوده می‌شود. الویرا به اتاقی دیگر فرار می‌کند و تخم‌های کرم نواری را بالا می‌آورد. بعدتر، هر دو زن به خانه بازمی‌گردند. وقتی الویرا متوجه می‌شود که اگنس ناخواسته یک کفش را جا گذاشته و شاهزاده از آن برای شناسایی زن رؤیایی‌اش استفاده خواهد کرد، او اگنس را مجبور می‌کند کفش دیگر را تحویل دهد. وقتی متوجه می‌شود پای خودش برای کفش‌ها خیلی بزرگ است، شروع به بریدن انگشتان پای خود می‌کند. ربکا و آلما او را در این حالت پیدا می‌کنند، و آلما با وحشت می‌بیند که ربکا با آرامش به الویرا آرام‌بخش می‌زند و کار را تمام می‌کند.
صبح روز بعد، الویرای زخمی صدای شیپورها را می‌شنود که خبر ورود شاهزاده را می‌دهند. او روی زمین می‌خزد، ناتوان از راه رفتن، و از پله‌ها می‌افتد، بینی‌اش می‌شکند و دندانش می‌پُرد، تا این‌که درمی‌یابد اگنس و شاهزاده یکدیگر را پیدا کرده‌اند و تلاش‌های او بیهوده بوده است. شکست‌خورده، الویرا پس از التماس آلما پادزهر می‌نوشد و کرم نواری را بالا می‌آورد. خواهرها تصمیم می‌گیرند مادرشان را ترک کنند تا آزاد از نفوذ او زندگی کنند، در حالی‌که ربکا شروع به اغوا کردن مردی می‌کند که در مهمانی با او آشنا شده بود.